# Urbain-René-Thomas Le Bouvier-Desmortiers
Urbain-René-Thomas Le Bouvier des Mortiers, senyor de La Ragotière, (Nantes (Loira Atlàntic), 1 de març, 1739 - Idem. 11 de març, 1827), va ser un home de lletres francès, el primer biògraf de Charette.
Urbain-René-Thomas Le Bouvier des Mortiers era fill de René Le Bouvier, senyor de Mortiers i de la Ragotière, conseller de la Cambra de Comptes de Bretanya, i de Marie-Laure Galbaud du Fort. Provenia d'una família de la burgesia angevina i esdevingué comptable i gran terratinent.
Mestre assessor i mestre de peticions a la Cambra de Comptes de Bretanya, va ser diputat a la Cort el 1774 per felicitar Lluís XVI per la seva adhesió.
A París va seguir els cursos de Sage i Fourcroy, i va construir una rica pràctica de física.
Favorable a la Revolució de 1789 s'incorporà al camp de Vendée el 1793 i dirigí els molins de pols de Mortagne. Es diu que Charette li va salvar la vida dues vegades durant la guerra de Vendée, però en circumstàncies desconegudes. El desembre de 1793 s'embarca des de Noirmoutier cap a la Gran Bretanya. Va tornar a França el 1796 i es va retirar de tota activitat política.
L'any 1809 en resposta a la Història de la guerra de Vendée i els Chouans d'Alphonse de Beauchamp, Le Bouvier-Desmortiers va publicar la seva Refutació de les calúmnies publicades contra el general Charette: comandant en cap dels exèrcits catòlics i reials a Vendée. En particular, va tenir accés a les memòries de Pierre-Suzanne Lucas de La Championnière, de les quals va copiar passatges sencers.

El 1809 la seva primera obra va ser ràpidament censurada per la policia de Fouché i Le Bouvier-Desmortiers va passar tres dies a la presó. Entre 1818, sota la Restauració francesa, va publicar la seva Vida del general Charette, que va passar per diverses reedicions fins al 1832. També va atacar violentament a la marquesa La Rochejaquelein, les Memòries de la qual, assegurava, 
| « | "són la cloenda de tots els difamacions vomitades contra aquest general, pels escriptors revolucionaris que va copiar paraula per paraula, i als quals n'hi va afegir alguns a la seva manera que els van fer més atroços." | » |

Va ser membre de la Societat d'Observadors de l'Home.
El 1820 va retre homenatge a Lluís XVIII amb un bust de marbre de Charette.

## Obres
- Epître à une dame qui allaite son enfant, pièce qui a concouru pour le prix de l'Académie françoise en 1766 (1766)
- Mémoires philosophiques, historiques, physiques, concernant la découverte de l'Amérique, ses anciens habitans, leurs mœurs, leurs usages, leur connexion avec les nouveaux habitans, leur religion ancienne & moderne, les produits des trois règnes de la Nature, & en particulier les mines, leur exploitation, leur immense produit ignoré jusqu'ici, Volume 1 (amb Antonio de Ulloa, 1787)
- Coup d'œil sur l'Auvergne, ou Lettre à M. Per... [Perron], avocat au Parlement de Paris par M. Le B... D...  (1789)
- Mémoire ou considérations sur les sourd-muets de naissance et sur les moyens de donner l'ouïe et la parole à ceux qui en sont susceptibles (1799)
- Recherches sur la décoloration spontanée du bleu de Prusse, et sur le retour spontané de cette couleur (1801)
- Réfutation des calomnies publiées contre le général Charette: commandant en chef les armées catholiques et royales dans la Vendée. Extrait d'un manuscrit sur la Vendée, Volumes 1 à 2 (1809)
- Vie du général Charette, commandant en chef les armées catholiques et royales dans la Vendée et dans tous les pays insurgés (1809)
- Examen des principaux systèmes sur la nature du fluide électrique: et sur son action dans les corps organisés et vivants (1813)
- Supplément à la Vie du général Charette,... Extrait d'un manuscrit sur la Vendée (1814)
- Examen de la Charte constitutionnelle de 1814 (1815)
- Lettres aux auteurs anonymes de l'ouvrages intitulé: victoires, conquêtes, désastres, revers et guerres civiles des Français (1818)
- Babioles d'un vieillard (1818)
- Correspondance de M. le comte Arthur de Bouillé et de M. Le Bouvier-Desmortiers, concernant la gloire militaire de M. de Bonchamps, général vendéen (1819)
- Notice sur M. Le Compte (attribuée à U.-R.-T. Le Bouvier-Desmortiers et suivie d'une fable) en ligne sur Gallica